# 1988-as Formula–1 világbajnokság
Az 1988-as Formula–1-es szezon volt a 39. FIA Formula–1 világbajnoki szezon. 1988. április 3-ától november 13-áig tartott, tizenhat futamon keresztül.
A turbókorszak utolsó éve óriási McLaren-fölényt hozott, az Alain Prost, Ayrton Senna versenyzőpáros 16 futamból 15-öt megnyert. Egyedül az olasz nagydíjon fordult elő, hogy nem McLaren autó győzött: Gerhard Berger lett az első, aki Michele Alboretóval hazai pályán kettős győzelmet szerzett a Ferrarinak. Prost ugyan több pontot szerzett, mint Senna, de a pontszámítás sajátosságai miatt (16 verseny eredményéből csak a legjobb 11 számított a végelszámoláskor) mégis Senna lett a világbajnok, mert ő nyolcszor győzött. A harmadik hely a fiatal Gerhard Bergeré lett. A konstruktőrök vb-címét sosem látott, 134 pontos előnnyel nyerte a McLaren a Ferrari előtt. (Ennél nagyobb előnnyel csak a Ferrari tudott győzni, 2004-ben, 143 ponttal.)

## Csapatok és versenyzők
| Csapat                               | Konstrutőr      | Modell       | Motor                                                         | Gumi | #  | Pilóta                |
| ------------------------------------ | --------------- | ------------ | ------------------------------------------------------------- | ---- | -- | --------------------- |
| Camel Team Lotus Honda               | Lotus-Honda     | 100T         | Honda RA168E 1,5L V6 turbó                                    | G    | 1  | Nelson Piquet         |
| Camel Team Lotus Honda               | Lotus-Honda     | 100T         | Honda RA168E 1,5L V6 turbó                                    | G    | 2  | Nakadzsima Szatoru    |
| Tyrrell Racing Organisation          | Tyrrell-Ford    | 017          | Ford-Cosworth DFZ 3,5L V8 szívó                               | G    | 3  | Jonathan Palmer       |
| Tyrrell Racing Organisation          | Tyrrell-Ford    | 017          | Ford-Cosworth DFZ 3,5L V8 szívó                               | G    | 4  | Julian Bailey         |
| Canon Williams Team                  | Williams-Judd   | FW12         | Judd CV 3,5L V8 szívó                                         | G    | 5  | Nigel Mansell         |
| Canon Williams Team                  | Williams-Judd   | FW12         | Judd CV 3,5L V8 szívó                                         | G    | 5  | Martin Brundle        |
| Canon Williams Team                  | Williams-Judd   | FW12         | Judd CV 3,5L V8 szívó                                         | G    | 5  | Jean-Louis Schlesser  |
| Canon Williams Team                  | Williams-Judd   | FW12         | Judd CV 3,5L V8 szívó                                         | G    | 6  | Riccardo Patrese      |
| West Zakspeed                        | Zakspeed        | 881          | Zakspeed 1500/4 1,5L soros négyhengeres turbó                 | G    | 9  | Piercarlo Ghinzani    |
| West Zakspeed                        | Zakspeed        | 881          | Zakspeed 1500/4 1,5L soros négyhengeres turbó                 | G    | 10 | Bernd Schneider       |
| Honda Marlboro McLaren               | McLaren-Honda   | MP4/4        | Honda RA168E 1,5L V6 turbó                                    | G    | 11 | Alain Prost           |
| Honda Marlboro McLaren               | McLaren-Honda   | MP4/4        | Honda RA168E 1,5L V6 turbó                                    | G    | 12 | Ayrton Senna          |
| Automobiles Gonfaronnaises Sportives | AGS-Ford        | JH22 JH23    | Ford-Cosworth DFZ 3,5L V8 szívó                               | G    | 14 | Philippe Streiff      |
| Leyton House March Racing Team       | March-Judd      | 881          | Judd CV 3,5L V8 szívó                                         | G    | 15 | Maurício Gugelmin     |
| Leyton House March Racing Team       | March-Judd      | 881          | Judd CV 3,5L V8 szívó                                         | G    | 16 | Ivan Capelli          |
| USF&G Arrows Megatron                | Arrows-Megatron | A10B         | Megatron M12/13 1,5L soros négyhengeres turbó                 | G    | 17 | Derek Warwick         |
| USF&G Arrows Megatron                | Arrows-Megatron | A10B         | Megatron M12/13 1,5L soros négyhengeres turbó                 | G    | 18 | Eddie Cheever         |
| Benetton Formula                     | Benetton-Ford   | B188         | Ford-Cosworth DFR 3,5L V8 szívó                               | G    | 19 | Alessandro Nannini    |
| Benetton Formula                     | Benetton-Ford   | B188         | Ford-Cosworth DFR 3,5L V8 szívó                               | G    | 20 | Thierry Boutsen       |
| Osella Squadra Corse                 | Osella          | FA1I FA1L    | Osella 890T 1,5L V8 turbó                                     | G    | 21 | Nicola Larini         |
| Rial Racing                          | Rial-Ford       | ARC1         | Ford-Cosworth DFZ 3,5L V8 szívó                               | G    | 22 | Andrea de Cesaris     |
| Lois Minardi Team                    | Minardi-Ford    | M188         | Ford-Cosworth DFZ 3,5L V8 szívó                               | G    | 23 | Adrián Campos         |
| Lois Minardi Team                    | Minardi-Ford    | M188         | Ford-Cosworth DFZ 3,5L V8 szívó                               | G    | 23 | Pierluigi Martini     |
| Lois Minardi Team                    | Minardi-Ford    | M188         | Ford-Cosworth DFZ 3,5L V8 szívó                               | G    | 24 | Luis Pérez-Sala       |
| Ligier Loto                          | Ligier-Judd     | JS31         | Judd CV 3,5L V8 szívó                                         | G    | 25 | René Arnoux           |
| Ligier Loto                          | Ligier-Judd     | JS31         | Judd CV 3,5L V8 szívó                                         | G    | 26 | Stefan Johansson      |
| Scuderia Ferrari                     | Ferrari         | F1 87/88C    | Ferrari Tipo 033E 1,5L V6 turbó                               | G    | 27 | Michele Alboreto      |
| Scuderia Ferrari                     | Ferrari         | F1 87/88C    | Ferrari Tipo 033E 1,5L V6 turbó                               | G    | 28 | Gerhard Berger        |
| Larrousse & Calmels                  | Lola-Ford       | LC88         | Ford-Cosworth DFZ 3,5L V8 szívó                               | G    | 29 | Yannick Dalmas        |
| Larrousse & Calmels                  | Lola-Ford       | LC88         | Ford-Cosworth DFZ 3,5L V8 szívó                               | G    | 29 | Pierre-Henri Raphanel |
| Larrousse & Calmels                  | Lola-Ford       | LC88         | Ford-Cosworth DFZ 3,5L V8 szívó                               | G    | 29 | Szuzuki Aguri         |
| Larrousse & Calmels                  | Lola-Ford       | LC88         | Ford-Cosworth DFZ 3,5L V8 szívó                               | G    | 30 | Philippe Alliot       |
| Coloni SpA                           | Coloni-Ford     | FC188 FC188B | Ford-Cosworth DFZ 3,5L V8 szívó                               | G    | 31 | Gabriele Tarquini     |
| EuroBrun Racing                      | EuroBrun-Ford   | ER188        | Ford-Cosworth DFZ 3,5L V8 szívó                               | G    | 32 | Oscar Larrauri        |
| EuroBrun Racing                      | EuroBrun-Ford   | ER188        | Ford-Cosworth DFZ 3,5L V8 szívó                               | G    | 33 | Stefano Modena        |
| BMS Scuderia Italia                  | Dallara         | Dallara F188 | Ford-Cosworth DFV 3L V8 szívó Ford-Cosworth DFZ 3,5L V8 szívó | G    | 36 | Alex Caffi            |

### Csapatváltozások
- Mivel 1989-ben egyébként is betiltották a turbómotorokat, amelyekre ebben az idényben komoly korlátozásokat vezettek be, több csapat kockáztatott és már ebben az idényben átálltak. A legjelentősebb ilyen változtató a Williams csapat lett, amely a Judd CV erőforrásokat használta, hasonlóan a March és a Ligier csapatokhoz. Más csapatok a Ford-Cosworth DFZ motorokat kezdték el használni, de az már egy régebbi típus volt, a DFR megjelölésű modernebbet csak a Benetton csapata kapta meg. A Williams, hogy csökkentse a hátrányát, bevetette a reaktív felfüggesztés névre keresztelt innovációját, de mivel ez jelentős teljesítménycsökkenéssel is együtt járt, ezért idény közben inkább kiszerelték.
- Az Osella megtartotta ugyan az Alfa Romeo turbómotorokat, de a gyártó már nem adta hozzájuk a nevét, ezért azok már csak mint Osella motorok szerepelhettek. Papíron ugyan a második legerősebb motor volt, a gyakorlatban viszont néha még a Cosworth-motoros autókat sem tudta legyűrni.
- A McLaren és a Lotus ugyanazt a Honda-motort kapták meg, mely új fejlesztésű voltm és kimondottan az új szabályoknak megfelelően készült el, nem csak módosították az előző évi egységeket. A Lotus ezzel egyidejűleg megvált az aktív felfüggesztéstől is.
- A March csapatánál kezdett el dolgozni Adrian Newey, aki a March 881-es autó tervezéért is felelt.
- Hosszú idő után eltűnt a nevezési listáról a Brabham csapat. Elvesztették a BMW turbómotorjait, és határidőn belül nem tudtak másik gyártóval megállapodni. Bernie Ecclestone csapattulajdonos ezért inkább visszalépett a küzdelmektől. A 7-es és 8-as rajtszámokat nem osztották ki egyik csapatnak sem.
- Három új csapat volt a rajtrácson. A BMS Scuderia Italia a Dallara által épített kasztnival nevezett be, így a konstruktőrök közt is mint Dallara szerepeltek. A korábban megszűnt ATS csapat tulajdonosi köre ezúttal Rial Racing néven indított új istállót. Az EuroBrun a Brabham maradványain nevezett be.

### Pilótacserék
- Hiába lett világbajnok 1987-ben, Nelson Piquet elhagyta a Williams-t és a Lotushoz igazolt, Ayrton Senna megürült helyére. A Williamsnél Riccardo patrese került az ő helyére.
- 1987 utolsó futamán jelentették be, hogy Teo Fabi helyére a tehetséges Alessandro Nannini kerül majd a Benettonnál. A döntés miatt frusztrált Fabi abszolút szabályellenesen tette tönkre csapattársa, Thierry Boutsen versenyét Ausztráliában: feltartotta és a kék zászlókra is fittyet hányt.
- Julian Bailey, aki az előző évi Formula–3000 bajnoka lett, most a Tyrrell csapatnál versenyezhetett.
- A belga nagydíjon Martin Brundle helyettesítette a bárányhimlós Nigel Mansellt a Williamsnél, az olasz nagydíjon pedig Jean-Louis Schlesser. Utóbbi helyettesítése hírhedtté vált, mert egy manőverével megakadályozta, hogy a McLaren megnyerje az idény összes futamát.
- Három sikertelen kvalidikáció után Adrián Campos elhagyta a Minardit, a helyére Pierluigi Martini került.
- A Larrousse pilótája, Yannick Dalmas betegség miatt kénytelen volt az idény végét kihagyni. A helyére Szuzuki Aguri és Pierre-Henri Raphanel ugrottak be.

## Szabályváltozások
- A turbónyomást 2,5 barban maximálták, amellyel a turbómotorok további teljesítményt veszítettek.
- Turbómotoros autó csak 155 liter üzemanyagot használhatott egy versenyen, szívómotorosoknál nem volt semmilyen korlátozás.
- Biztonsági okokból a pilóták lábának az autó első tengelye előtt kellett véget érnie. Ugyanilyen okok miatt a túlélőcellának és az üzemanyagtanknak át kellett mennie egy törésteszten.
- Ebben az idényben már nem rendezték meg a Jim Clark- és Colin Chapman-kupákat.
- Az időmérő edzésen csak 30 autó vehetett részt, viszont 31 autó nevezett az első versenyre. Ezért újra bevezették a prekvalifikációt, amelyet péntek reggel rendeztek a leggyengébb (és újonc) versenyzőknek, és a tétje az időmérő edzésre való bejutás volt.
- Megszavazták, hogy egy állandó versenyigazgatónak mindig jelen kell lennie a versenyekkel összefüggő találkozókon.

## A szezon menete

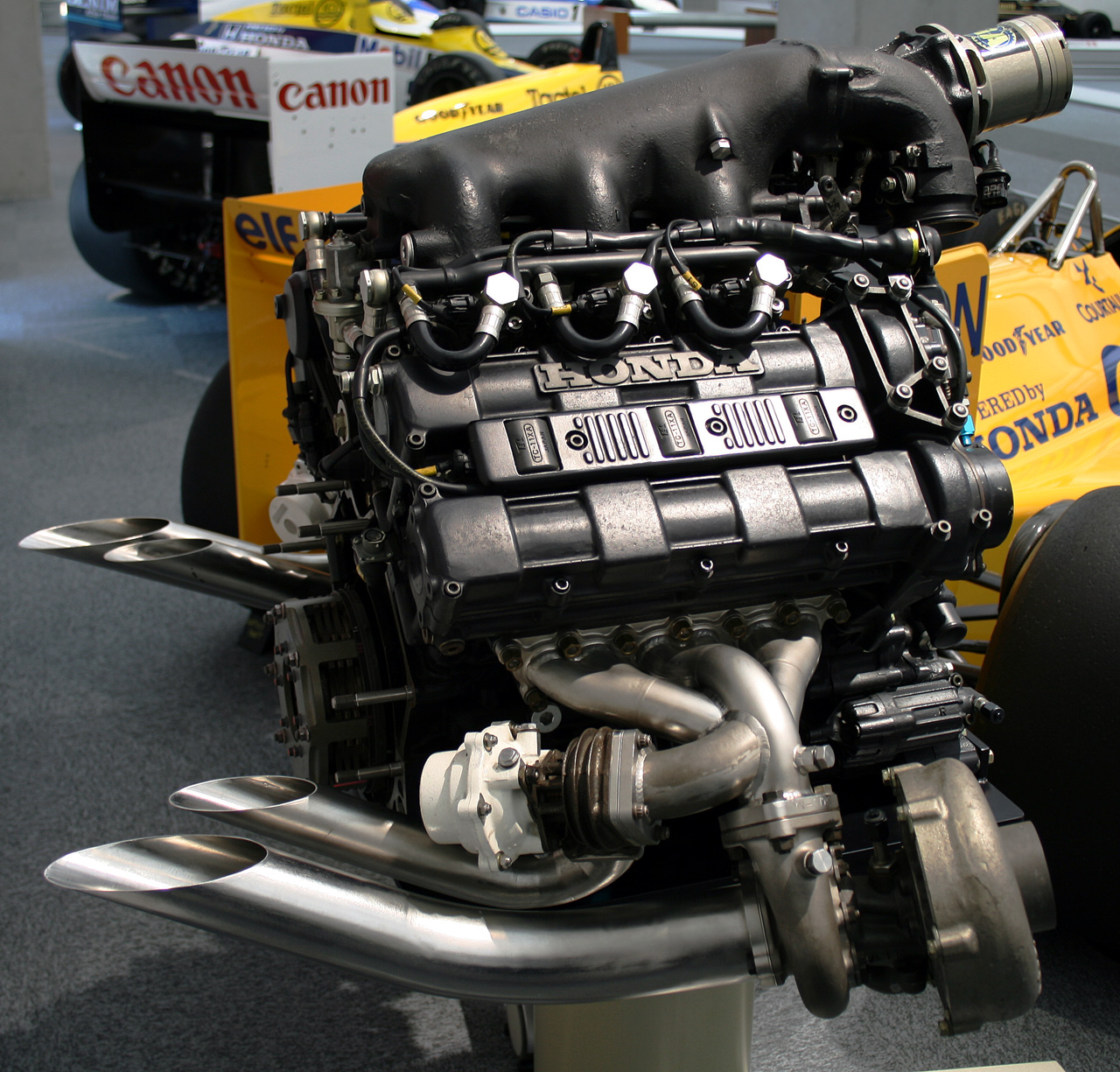
A sikeres Honda RA168E turbómotor

A szezon előtt nagy találgatások kezdődtek: vajon a McLaren a Porsche után sikeres lehet-e a Hondával, tudja-e folytatni a Ferrari 1987 végi sikersorozatát, sikeres lesz-e a Williams a Honda és Nelson Piquet nélkül, és hogy Piquet vajon megvédheti-e címét a Lotus-szal?
A szezont megelőző teszteken a Ferrari autói voltak a leggyorsabbak, folytatva előző év végi jó formájukat. Ám hamar kiderült, hogy mindez azért van, mert motorjaikban a turbónyomás nem volt lecsökkentve a szabályok által előírt szintre. Amint ez megtörtént, s amint már az első versenyen is látszott, a Ferrari jóval gyengébben teljesített a Honda motorjainál.
A brazil nagydíjon, Jacarepaguában Ayrton Senna indult a szuzukai balesete óta először versenyző Mansell és Prost előtt - Mansell jóvoltából öt év után először rajtolt szívómotoros autó al első sorból. Az új csapatok közül a két EuroBrun tudott kvalifikálni, valamint Andrea de Cesaris a Riallal és Pérez-Sala a Minardival - ugyanakkor nem járt sikerrel Julian Bailey a Tyrrell-lel és Bernd Schneider sem a Zakspeed-del. Nem járt sikerrel a BMS Scuderia Italia sem, az átmenetinek szánt átalakított Dallara 3087-es autójuk túl gyenge volt ehhez, de a következő versenytől már a rendes autójukkal terveztek indulni. Senna a verseny elején felfüggesztési hiba miatt kiállt a boxba autót cserélni. Kiállása után a 2. helyre jött fel, de az autócseréért kizárták. A leggyorsabb kört autózó Berger második, a Lotus-Hondával versenyző Piquet harmadik lett.
Imolában vált egyértelművé, hogy a McLaren-Hondák egészen más ligában versenyeznek a többiekhez képest. Senna és Prost már az időmérőn 3 másodperccel gyorsabbak voltak a közvetlen riválisoknál. A csapat története során először egyik Ligier sem tudott kvalifikálni, egyszerűen túl lassúak voltak. A futamon Senna nyert Prost előtt, a harmadik Piquet már le lett körözve. Prost úgy lett második, hogy a rajtnál beragadt, és a nyolcadik helyről kapaszkodott vissza. Mansell a 11. helyről indulva a 40. körben már harmadik volt, de motorhiba miatt kiesett. Érdekes módon a lekörözéseknek a szívómotoros Benettonok látták kárát: mivel a versenytáv lerövidült, a turbómotoros Ferrariknak nem kellett annyira spórolniuk és meg is előzték őket. Berger az ötödik helyért szabálytalanul, a kanyart a füvön levágva előzte meg Nanninit, de utólag sem büntették meg.
Monacóban Senna szerezte meg a pole-t csapattársa, Alain Prost, illetve Gerhard Berger és Alboreto előtt, egy elképesztően gyors körrel. Berger a rajtnál megelőzte a váltóproblémával küzdő Prostot, aki csak az 54. körben tudta visszaelőzni a Ferrarit. Prost ekkor közel 50 másodperccel Senna mögött volt, de ő autózta meg a verseny leggyorsabb körét. Senna ezt képtelen volt elfogadni, ezért villámgyorsan övé lett a leggyorsabb kör. Ezzel azonban megtörte a ritmusát, a figyelme lankadni kezdett, és emiatt a Portier kanyarban a falhoz csapta az autót. Az egész, teljesen értelmetlen manőverben az volt a legfájóbb, hogy totálisan dominált egész hétvégén. Emiatt végül Prost győzött Berger és Alboreto előtt. Senna egészen késő estig, amíg a csapat össze nem pakolta a felszerelését, elő sem került.
Mexikóban, ahogy a ritkább levegő miatt várni lehetett, a turbómotoros csapatok voltak előnyben. Prost és Senna mögé a két Ferrari és a két Arrows kvalifikált. Bernd Schneider a máskülönben harmatgyenge Zakspeed-del is ott tudott lenni a rajtrácson, a papíron legerősebb, de ősrégi konstrukciójú Osella viszont nem volt képes erre. Az időmérőn Alliot hatalmas balesetet szenvedett, amit csodával határos módon úszott meg sérülés nélkül - mi több, a Larrousse & Calmels csapat újjá tudta úgy építeni az autóját, hogy elindulhatott a versenyen. A rajtnál Prost megelőzte az első helyről induló Sennát, és nyert csapattársa előtt, az újabb kettős győzelmet megszerezve. Berger ért fel a harmadik helyre Piquet-vel való csatája után. Mindkét Lotus a turbó meghibásodása miatt kiesett, így Alboreto negyedik lett.

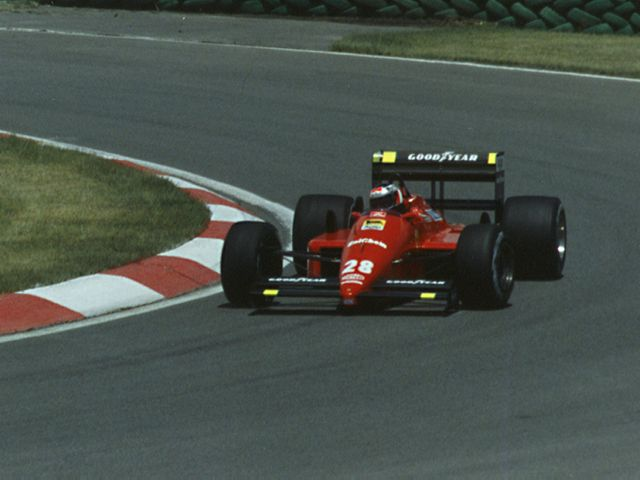
Gerhard Berger Kanadában a Ferrarival

Kanadába egy év kihagyás után tért vissza a mezőny, a pályát át is építették a köztes időben. Senna sorban az ötödik alkalommal indult az élről, de Prost a rajtnál megelőzte. A 19. körben, amikor utolérték a lekörözendőeket, Senna megelőzte csapattársát a hajtűkanyar előtt és megnyerte a futamot. A harmadik Boutsen már több, mint 50 másodperc hátrányban ért célba, a többiek mind kaptak egy kört. 
Detroitban Senna ismét az élről indulva győzött, majdnem 40 másodperc előnnyel. A 4. helyről induló Prost a rajt után Boutsen mögé is visszaesett, de a 6. körben már második volt, Sennát azonban nem tudta utolérni. Berger defekt, Alboreto és Piquet baleset miatt kiesett, így Boutsen lett a harmadik. Ez volt az utolsó verseny Detroitban, amely már nem felelt meg az FIA által támasztott biztonsági követelményeknek.
A francia nagydíjon, Prost hazai versenyén megszerezte a pole-t Senna előtt. A verseny alatti boxkiállások után a brazil vette át a vezetést, de váltóproblémával küszködött, így Prost utolérte, majd a francia a 61. körben megelőzte a lekörözéseknél, majd győzött. A brazil elveszített néhány sebességet a verseny végén, de így is sikerült a második helyen célba érnie Alboreto, Berger és Piquet előtt. A Ligier csapat újra megszégyenült, mert hazai pályán egyik versenyzőjük sem volt képes kvalifikálni.
Silverstone-ban meglepetésre, a két Ferrari után a második sorba McLarenek kerültek: Bergeré lett a pole Alboreto, Senna és Prost előtt. A verseny napján esett, Senna gyorsan megelőzte Alboretót, majd a 14. körben a vezető Bergert is, így győzött a versenyen. Végül egyik Ferrari sem szerzett pontot, Prost pedig autója nehéz kezelhetősége miatt kiállt. Nigel Mansell a 11. pozícióból indulva a 2. helyre jött fel gyenge, szívómotoros Williamsével, melyből a hétvége során kiszerelték a reaktív felfüggesztést. Alessandro Nannini (Benetton-Ford) harmadik, Maurício Gugelmin (March-Judd) negyedik lett.

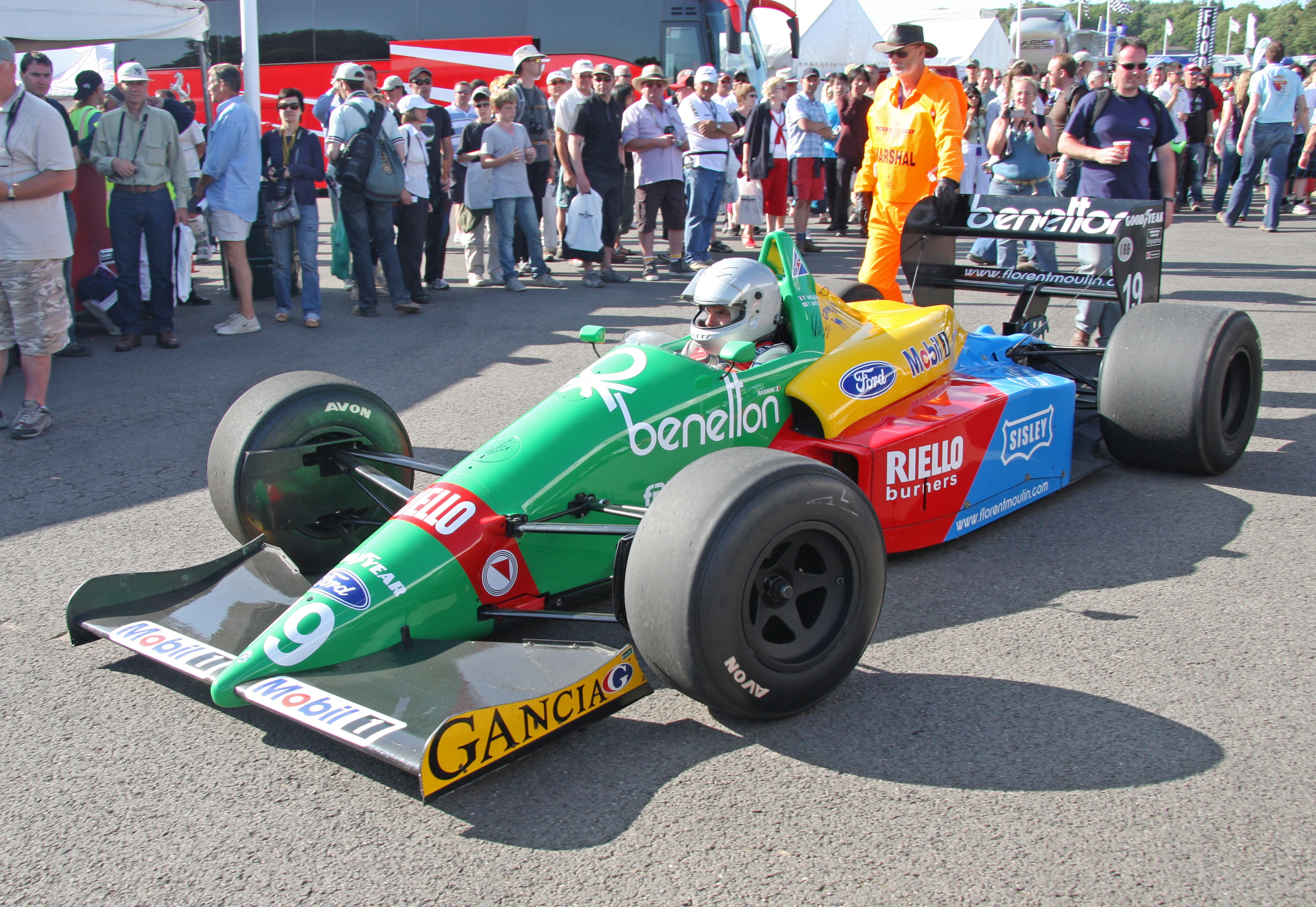
Benetton B188

Hockenheimben újra a McLareneké lett az első sor. Berger az időmérőn nagy sebességgel megpördült, de meg tudta akadályozni, hogy komolyabb baleset történjen. A Williams egy extrém alacsony kialakítású hátsó szárnnyal versenyzett, ezzel próbálták kompenzálni a gyengébb motorerőt. A verseny előtt esett, de a rajtra már elkezdett száradni a pálya, a slick abroncsokat választó Piquet kivételével mindenki esőgumival rajtolt. Piquet rá is fázott erre, mert már az első körön kicsúszott. Pár körrel később ALliot ugyanott, ugyanúgy csúszott ki. A rajtnál Senna megtartotta első helyét, a verseny végéig megtartotta azt. Prost nem túl jó rajtja után Nannini és Berger megelőzésével visszatért a második helyre, míg Berger harmadik lett.
A magyar nagydíjon ismét Senna indult az első helyről, Mansell előtt, míg Prost csak a 7. helyet szerezte meg. A rajtot Mansell jobban kapta el, de Senna erősebb motorjának köszönhetően előbb tudott befordulni az első kanyarba. Bár a bárányhimlőben szenvedő brit egy ideig üldözte a brazil megcsúszása után visszaesett mezőnyben, majd kimerültség miatt kiállt a versenyből. Prost egyre előrébb került, a 32. körben már a harmadik volt, majd a 47. körben Boutsen megelőzésével már Senna mögött autózott. Yannick Dalmas és Gabriele Tarquini lekörözésénél megelőzte Sennát is, de kissé kicsúszott az első kanyarban, így Senna visszaelőzte. Prost ezután vibrációval küzdött, ezért csak csapattársa mögött ér célba, Boutsen, Berger, Gugelmin és Patrese előtt.
A belga nagydíj előtt 90 éves korában elhunyt Enzo Ferrari, a Scuderia Ferrari alapítója. Mansell bárányhimlője miatt ezt és a következő versenyt is kihagyta, itt Martin Brundle indult helyette. Az első helyről Senna, a másodikról Prost indult. Prost megpróbált kibabrálni csapattársával: mivel tudta, hogy Senna az ő beállításait próbálja mímelni, az utolsó pillanatban megváltoztatta azokat, amikor erre már nem volt lehetősége. A francia az első kanyarban csapattársa előtt fordult be, de Senna a Eau Rouge utáni egyenesben visszaelőzte, és a verseny végéig az élen maradt. A rossz beállítások miatt Prost csak szenvedett, de legalább a második helyet meg tudta tartani. A versenyen mindkét Ferrari kiesett, így a Benettonok értek célba a harmadik, negyedik helyen, de a futam után diszkvalifikálták őket szabálytalan üzemanyag használata miatt. Így Senna és Prost után Capellit, Piquet-t, és a két Arrowst: Derek Warwickot and Eddie Cheevert klasszifikálták. Ez lett Capelli első dobogós helyezése.
A McLaren-Honda a futam után bebiztosította a konstruktőri címet.

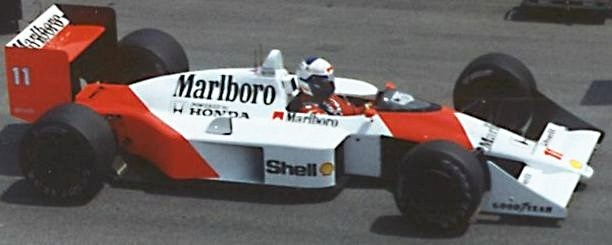
Alain Prost Kanadában

Az olasz nagydíjon az első sort Senna-Prost sorrendben a McLaren szerezte meg, míg a másodikat a hazai közönségük előtt versenyző Ferrarik. Az egyéni világbajnokságban Senna állt jobban, hiszen az érvényben lévő szabályok alapján, melyek csak a legjobb 11 eredményt vették figyelembe, Sennának elég volt csak egyszer nyernie, és világbajnok lett volna. A futam szokásosan kezdődött, Senna megtartotta a vezetést, akit Prost követett, azonban a francia Honda turbómotorja a 35. körben elfüstölt. Senna így nagyon közel került a világbajnoki címhez, de a Mansellt helyettesítő Jean-Louis Schlesser lekörözése közben nekiütközött, így kiesett. Ezután a két Ferrari: Berger és Alboreto került az élre, a sorrend a leintésig nem is változott. Így az egyetlen olyan futamon, amelyet nem a McLaren nyert meg, a Ferrari kettős győzelmet szerzett, amit a nemrég elhunyt Enzo Ferrarinak ajánlott. Eddie Cheevert intették le a harmadik helyen.

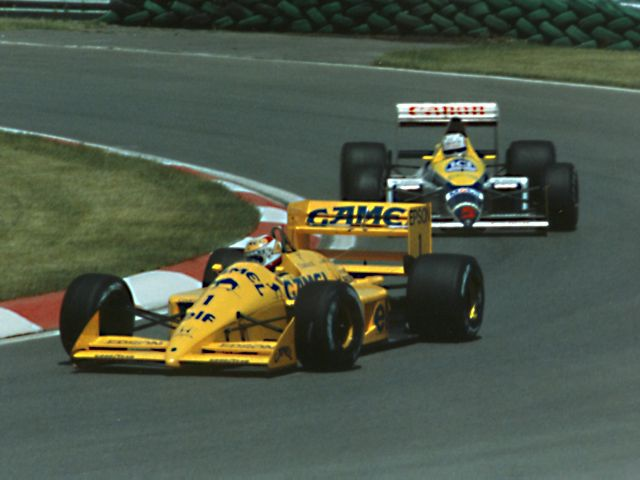
Nelson Piquet Nigel Mansell előtt Kanadában

Portugáliában Prosté lett az első hely Senna előtt, de a brazil a rajt után az élre állt. Amikor az első kör végén befordultak a célegyenesbe, Senna balra húzódott, Prost pedig meglátta a kínálkozó rést a jobb oldalon és bement Senna mellé, aki viszont ezt meglátva elkezdte jobbra húzni az autóját, és 250 km/h sebességnél majdnem a bokszutca falához szorította Prostot. Aztán az első kanyarban a belső íven lévő Prost megelőzte a kívülről bekanyarodni készülő Sennát, így a francia fordult elsőként és hamar előnyre tett szert. Sennát a 21. körben megelőzte Capelli, így a harmadik helyre esett vissza. Később Berger is megelőzte, de az osztrák véletlenül rossz gombot, a tűzoltóberendezését nyomta meg a pilótafülkében, majd kicsúszott a kavicságyba. Senna üzemanyagproblémával küszködött és a boxba is ki kellett állnia új gumikért, ezért csak a hatodik lett. A versenyt Prost nyerte Capelli és Boutsen előtt, ezzel Prost visszavette a vezetést az összetettben.
Jerezben Senna az indult az élről, de a második helyről induló Prost és Mansell is megelőzte. Senna nem tudta Mansell megelőzni, a 39. körben Capelli is megelőzte, a March motorja néhány kör múlva elfüstölve tönkrement. Nannini kerékcseréje után Patresét és Sennát, amivel a harmadik helyre jött fel. Az 51. körben Senna is kiállt új gumikért, nem pontszerző helyre visszaérve. Gugelmin és Berger megelőzése után végül Patresét is maga mögé utasította a 65. körben. Prost nagy előnnyel nyerte meg a versenyt Mansell, Nannini és Senna előtt. Senna autójában az üzemanyagszintet rosszul mérő számítógép lassításra intette a brazilt. A hétvége egyik pillanata az volt, amikor az időmérő edzésen Riccardo Patrese büntetőfékezett Julian Bailey Tyrrell-je előtt, és ettől az autó ütközött, majd a levegőbe emelkedett. Patrese 10 ezer dolláros büntetést kapott a menőverért.

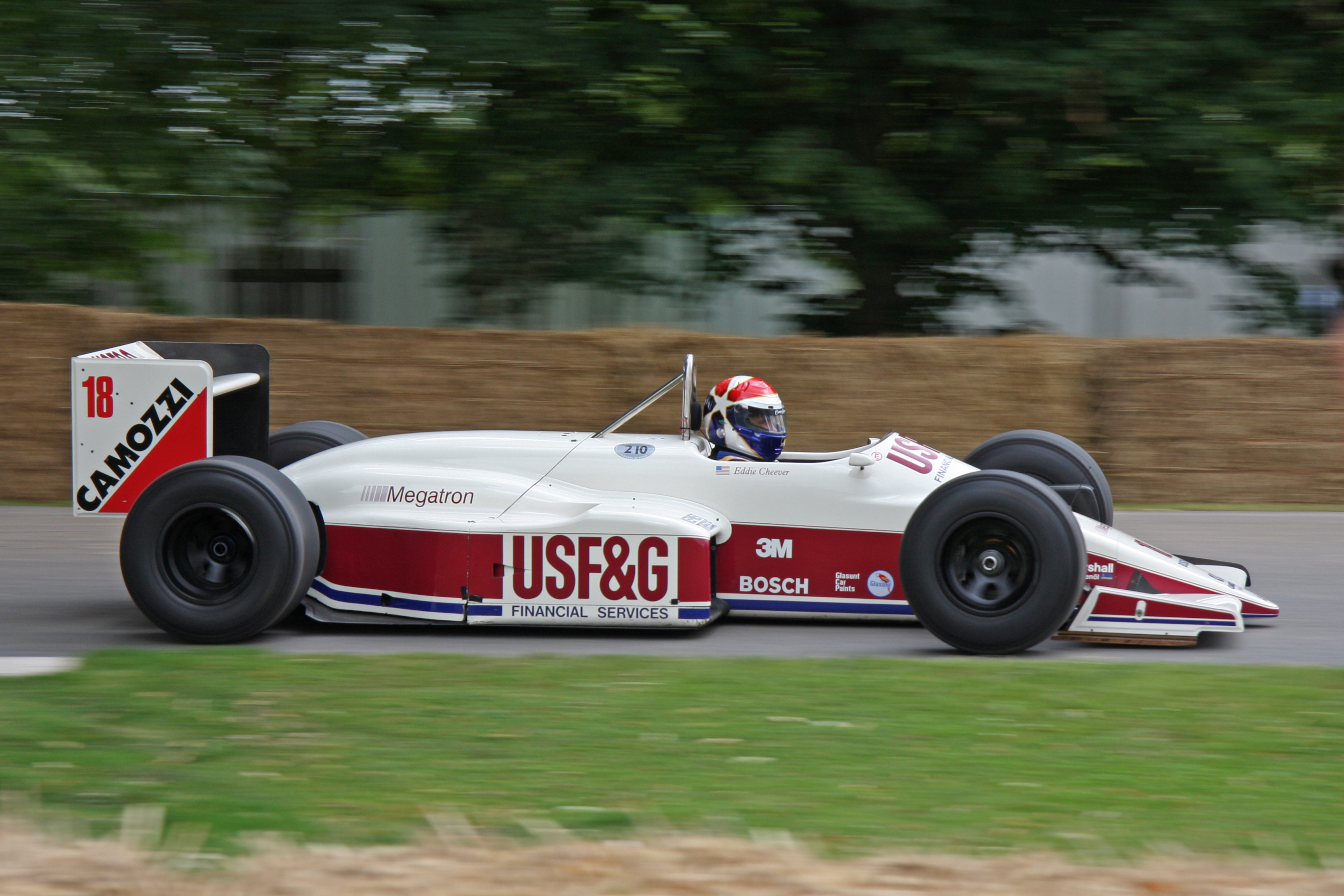
1988-as Arrows-Megatron

Az utolsó előtti futamon, a japán nagydíjon Senna bebiztosíthatta világbajnoki címét, ha megnyeri a versenyt. A rajtnál a brazil autója szinte állva maradt, míg Prost átvette a vezetést. Senna szerencséjére a célvonal után a pálya lejtett, így az elindult autóban a brazil beindíthatta a motort, a rajt után a 14. helyre esett vissza. Az élen Prost mögött szorosan autózott Capelli, aki 16. körben rövid időre átvette a vezetést. Prost hamar visszaelőzte, majd az olasz 3 kör múlva elektronikai hiba miatt kiesett. Ekkor Senna már a 2. helyen haladt. Prostnak kisebb váltóproblémája volt, majd amikor lekörözéshez ért, Senna a 28. körben átvette tőle a vezetést. A brazil ezután a futamgyőzelemmel együtt megszerezte az egyéni címet is. Prost második lett Boutsen, Berger, Nannini és Patrese előtt. A helyi közönség előtt egy újabb pilóta debütált: Szuzuki Aguri a Larrousse csapattal. A másik japán, Nakadzsima azzal vívta ki a közönség tiszteletét, hogy úgy is részt vett a hétvégén, hogy az első szabadedzés előtt tudta meg, hogy meghalt az anyja.
Az évad, egyben a turbókorszak utolsó futamán, az ausztrál nagydíjon a McLaren a 12. első rajtsorát szerezte meg az évben. Prost jobb rajtjának köszönhetően Senna elé került. Berger a 3. körben megelőzte Sennát, majd Prost után eredt. A 14. körben a franciát is megelőzte, így az élre állt. Berger már a futam előtt közölte a McLaren pilótáival, hogy mivel úgyus ez a turbókorszak utolsó versenye, ezért maximális teljesítményre fog tekerni mindent, mert vesztenivalója nem volt. Ekkor úgy tűnt, az osztrák nyeri a versenyt, de René Arnoux lekörözésénél nekiütközött, így kiesett. Prost ezáltal visszakerült az élre, és győzött Senna, Piquet, Patrese, Boutsen és Capelli előtt.
Prostnak ugyan 11-gyel több pontja volt, mint Sennának, de a sajátos pontszámítás miatt mégsem ő lett a világbajnok. Hét győzelmet szerzett és ennek ellenére sem sikerült ez neki - ezzel beállította saját, 1984-es rekordját. Senna egész idényben 13 pole-t szerzett, ami rekord volt, összesen 29-cel rendelkezett, és már csak négy kellett hozzá, hogy utolérje Jim Clarkot.
Senna 90 ponttal végzett az egyéni világbajnokság élén, Prost 87, Berger 41 egységet szerzett. A 15 futamot megnyerő McLaren-Honda 199 ponttal győzött a Ferrari, a Benetton-Ford és Lotus-Honda előtt.

## Futamok
| #   | Futam                | Időpont        | Helyszín                  | Győztes versenyző | Konstruktőr   | Riport |
| --- | -------------------- | -------------- | ------------------------- | ----------------- | ------------- | ------ |
| 453 | brazil nagydíj       | Április 3.     | Jacarepaguá               | Alain Prost       | McLaren-Honda | Riport |
| 454 | San Marinó-i nagydíj | Május 1.       | Imola                     | Ayrton Senna      | McLaren-Honda | Riport |
| 455 | monacói nagydíj      | Május 15.      | Monaco                    | Alain Prost       | McLaren-Honda | Riport |
| 456 | mexikói nagydíj      | Május 29.      | Hermanos Rodriguez        | Alain Prost       | McLaren-Honda | Riport |
| 457 | kanadai nagydíj      | Június 12.     | Circuit Gilles Villeneuve | Ayrton Senna      | McLaren-Honda | Riport |
| 458 | amerikai nagydíj     | Június 19.     | Detroit                   | Ayrton Senna      | McLaren-Honda | Riport |
| 459 | francia nagydíj      | Július 3.      | Paul Ricard               | Alain Prost       | McLaren-Honda | Riport |
| 460 | brit nagydíj         | Július 10.     | Silverstone               | Ayrton Senna      | McLaren-Honda | Riport |
| 461 | német nagydíj        | Július 24.     | Hockenheimring            | Ayrton Senna      | McLaren-Honda | Riport |
| 462 | magyar nagydíj       | Augusztus 7.   | Hungaroring               | Ayrton Senna      | McLaren-Honda | Riport |
| 463 | belga nagydíj        | Augusztus 28.  | Spa-Francorchamps         | Ayrton Senna      | McLaren-Honda | Riport |
| 464 | olasz nagydíj        | Szeptember 11. | Monza                     | Gerhard Berger    | Ferrari       | Riport |
| 465 | portugál nagydíj     | Szeptember 25. | Estoril                   | Alain Prost       | McLaren-Honda | Riport |
| 466 | spanyol nagydíj      | Október 2.     | Jerez                     | Alain Prost       | McLaren-Honda | Riport |
| 467 | japán nagydíj        | Október 30.    | Suzuka                    | Ayrton Senna      | McLaren-Honda | Riport |
| 468 | ausztrál nagydíj     | November 13.   | Adelaide                  | Alain Prost       | McLaren-Honda | Riport |

Biztonsági okokból (az előző évben történt botrányos jelenetek miatt) az osztrák nagydíj kikerült a naptárból. Emiatt a belga nagydíj augusztus végére került, a mexikó nagydíj pedig május végére.
December 7-én és 8-án Bolognában rendeztek egy beltéri kupát is, néhány csapat részvételével. Azt a versenyt Luis Pérez-Sala nyerte a Minardival.

## Bajnokság végeredménye

### Versenyzők
Pontozás:
| Helyezés | 1. | 2. | 3. | 4. | 5. | 6. | 7.-20. |
| -------- | -- | -- | -- | -- | -- | -- | ------ |
| Pont     | 9  | 6  | 4  | 3  | 2  | 1  | 0      |

A bajnokságban csak a legjobb 11 eredményt vették figyelembe, amely a címről is döntött, ugyanis Prostnak több pontja lett volna, ha az összes eredményt beszámították volna.
| Helyezés | Versenyző             | BRA | SMR | MON | MEX | CAN | USE | FRA | GBR | GER | HUN | BEL | ITA | POR | ESP | JPN | AUS | Pont      |
| -------- | --------------------- | --- | --- | --- | --- | --- | --- | --- | --- | --- | --- | --- | --- | --- | --- | --- | --- | --------- |
| 1        | Ayrton Senna          | Kiz | 1   | Ki  | 2   | 1   | 1   | 2   | 1   | 1   | 1   | 1   | 10  | 6   | 4   | 1   | 2   | 90 (94)*  |
| 2        | Alain Prost           | 1   | 2   | 1   | 1   | 2   | 2   | 1   | Ki  | 2   | 2   | 2   | Ki  | 1   | 1   | 2   | 1   | 87 (105)* |
| 3        | Gerhard Berger        | 2   | 5   | 2   | 3   | Ki  | Ki  | 4   | 9   | 3   | 4   | Ki  | 1   | Ki  | 6   | 4   | Ki  | 41        |
| 4        | Thierry Boutsen       | 7   | 4   | 8   | 8   | 3   | 3   | Ki  | Ki  | 6   | 3   | Kiz | 6   | 3   | 9   | 3   | 5   | 27        |
| 5        | Michele Alboreto      | 5   | 18  | 3   | 4   | Ki  | Ki  | 3   | 17  | 4   | Ki  | Ki  | 2   | 5   | Ki  | 11  | Ki  | 24        |
| 6        | Nelson Piquet         | 3   | 3   | Ki  | Ki  | 4   | Ki  | 5   | 5   | Ki  | 8   | 4   | Ki  | Ki  | 8   | Ki  | 3   | 22        |
| 7        | Ivan Capelli          | Ki  | Ki  | 10  | 16  | 5   | NI  | 9   | Ki  | 5   | Ki  | 3   | 5   | 2   | Ki  | Ki  | 6   | 17        |
| 8        | Derek Warwick         | 4   | 9   | 4   | 5   | 7   | Ki  | Ki  | 6   | 7   | Ki  | 5   | 4   | 4   | Ki  | Ki  | Ki  | 17        |
| 9        | Nigel Mansell         | Ki  | Ki  | Ki  | Ki  | Ki  | Ki  | Ki  | 2   | Ki  | Ki  |     |     | Ki  | 2   | Ki  | Ki  | 12        |
| 10       | Alessandro Nannini    | Ki  | 6   | Ki  | 7   | Ki  | Ki  | 6   | 3   | 18  | Ki  | Kiz | 9   | Ki  | 3   | 5   | Ki  | 12        |
| 11       | Riccardo Patrese      | Ki  | 13  | 6   | Ki  | Ki  | Ki  | Ki  | 8   | Ki  | 6   | Ki  | 7   | Ki  | 5   | 6   | 4   | 8         |
| 12       | Eddie Cheever         | 8   | 7   | Ki  | 6   | Ki  | Ki  | 11  | 7   | 10  | Ki  | 6   | 3   | Ki  | Ki  | Ki  | Ki  | 6         |
| 13       | Maurício Gugelmin     | Ki  | 15  | Ki  | Ki  | Ki  | Ki  | 8   | 4   | 8   | 5   | Ki  | 8   | Ki  | 7   | 10  | Ret | 5         |
| 14       | Jonathan Palmer       | Ki  | 14  | 5   | NK  | 6   | 5   | Ki  | Ki  | 11  | Ki  | 12  | NK  | Ki  | Ki  | 12  | Ki  | 5         |
| 15       | Andrea de Cesaris     | Ki  | Ki  | Ki  | Ki  | 9   | 4   | 10  | Ki  | 13  | Ki  | Ki  | Ki  | Ki  | Ki  | Ki  | 8   | 3         |
| 16       | Nakadzsima Szatoru    | 6   | 8   | NK  | Ki  | 11  | NK  | 7   | 10  | 9   | 7   | Ki  | Ki  | Ki  | Ki  | 7   | Ki  | 1         |
| 17       | Pierluigi Martini     |     |     |     |     |     | 6   | 15  | 15  | NK  | Ki  | NK  | Ki  | Ki  | Ki  | 13  | 7   | 1         |
| 18       | Yannick Dalmas        | Ki  | 12  | 7   | 9   | NK  | 7   | 13  | 13  | 19  | 9   | Ki  | Ki  | Ki  | 11  |     |     | 0         |
| 19       | Alex Caffi            | NeK | Ki  | Ki  | Ki  | NeK | 8   | 12  | 11  | 15  | Ki  | 8   | Ki  | 7   | 10  | Ki  | Ki  | 0         |
| 20       | Martin Brundle        |     |     |     |     |     |     |     |     |     |     | 7   |     |     |     |     |     | 0         |
| 21       | Philippe Streiff      | Ki  | 10  | Ki  | 12  | Ki  | Ki  | Ki  | Ki  | Ki  | Ki  | 10  | Ki  | 9   | Ki  | 8   | 11  | 0         |
| 22       | Luis Pérez-Sala       | Ki  | 11  | Ki  | 11  | 13  | Ki  | HN  | Ki  | NK  | 10  | NK  | Ki  | 8   | 12  | 15  | Ki  | 0         |
| 23       | Gabriele Tarquini     | Ki  | Ki  | Ki  | 14  | 8   | NK  |     |     |     | 13  | Ki  | NK  | 11  |     |     | NK  | 0         |
| 24       | Philippe Alliot       | Ki  | 17  | Ki  | Ki  | 10  | Ki  | Ki  | 14  | Ki  | 12  | 9   | Ki  | Ki  | 14  | 9   | 10  | 0         |
| 25       | Stefan Johansson      | 9   | NK  | Ki  | 10  | Ki  | Ki  | NK  | NK  | NK  | Ki  | 11  | NK  | Ki  | Ki  | NK  | 9   | 0         |
| 26       | Julian Bailey         | NK  | Ki  | NK  | NK  | Ki  | 9   | NK  | 16  | NK  | NK  | NK  | 12  | NK  | NK  | 14  | NK  | 0         |
| 27       | Nicola Larini         | NK  | Kiz | 9   | NK  | NK  | Ki  | Ki  | 19  | Ki  |     | Ki  | Ki  | 12  | Ki  | Ki  | NeK | 0         |
| 28       | René Arnoux           | Ki  | NK  | Ki  | Ki  | Ki  | Ki  | NK  | 18  | 17  | Ki  | Ki  | 13  | 10  | Ki  | 17  | Ki  | 0         |
| 29       | Stefano Modena        | Ki  | HN  | Kiz | Kiz | 12  | Ki  | 14  | 12  | Ki  | 11  | NK  | NK  | NK  | 13  | NK  | Ki  | 0         |
| 30       | Jean-Louis Schlesser  |     |     |     |     |     |     |     |     |     |     |     | 11  |     |     |     |     | 0         |
| 31       | Bernd Schneider       | NK  |     | NK  | Ki  | NK  | NK  | Ki  | NK  | 12  | NK  | 13  | Ki  | NK  | NK  | Ki  | NK  | 0         |
| 32       | Oscar Larrauri        | Ki  | NK  | Ki  | 13  | Ki  | Ki  | Ki  | NK  | 16  | NK  |     |     |     | NK  | NK  | Ki  | 0         |
| 33       | Piercarlo Ghinzani    | NK  | Ki  | Ki  | 15  | 14  | NK  | Kiz | NK  | 14  | NK  | Ki  | Ki  | NK  | NK  | NK  | Ki  | 0         |
| 34       | Adrián Campos         | Ki  | 16  | NK  | NK  | NK  |     |     |     |     |     |     |     |     |     |     |     | 0         |
| 35       | Szuzuki Aguri         |     |     |     |     |     |     |     |     |     |     |     |     |     |     | 16  |     | 0         |
| —        | Pierre-Henri Raphanel |     |     |     |     |     |     |     |     |     |     |     |     |     |     |     | NK  | 0         |
| Helyezés | Versenyző             | BRA | SMR | MON | MEX | CAN | USE | FRA | GBR | GER | HUN | BEL | ITA | POR | ESP | JPN | AUS | Pont      |

### Konstruktőrök
| Helyezés | Konstruktőr       | Modell       | Motor                 | Gumi | Győzelem | Dobogós hely | Pole | Leggy. kör | Pont |
| -------- | ----------------- | ------------ | --------------------- | ---- | -------- | ------------ | ---- | ---------- | ---- |
| 1        | McLaren-Honda     | MP4/4        | Honda RA168E          | G    | 15       | 25           | 15   | 10         | 199  |
| 2        | Ferrari           | F1-87/88C    | Ferrari 033E          | G    | 1        | 8            | 1    | 4          | 65   |
| 3        | Benetton-Ford     | B188         | Ford DFR              | G    |          | 7            |      | 1          | 39   |
| 4        | Lotus-Honda       | 100T         | Honda RA168E          | G    |          | 3            |      |            | 23   |
| 5        | Arrows-Megatron   | A10B         | (BMW) Megatron M12/13 | G    |          | 1            |      |            | 23   |
| 6        | March-Judd        | 881          | Judd CV               | G    |          | 2            |      |            | 22   |
| 7        | Williams-Judd     | FW12         | Judd CV               | G    |          | 2            |      | 1          | 20   |
| 8        | Tyrrell-Ford      | 017          | Ford DFZ              | G    |          |              |      |            | 5    |
| 9        | Rial-Ford         | ARC1         | Ford DFZ              | G    |          |              |      |            | 3    |
| 10       | Minardi-Ford      | M188         | Ford DFZ              | G    |          |              |      |            | 1    |
| 11       | Zakspeed          | 881 881B     | Zakspeed 1500/4       | G    |          |              |      |            |      |
| 12       | Coloni-Ford       | FC188 FC188B | Ford DFZ              | G    |          |              |      |            |      |
| 13       | Ligier-Judd       | JS31         | Judd CV               | G    |          |              |      |            |      |
| 14       | Osella-Alfa Romeo | FA1I FA1L    | Osella                | G    |          |              |      |            |      |
| 15       | Lola-Ford         | LC88         | Ford DFZ              | G    |          |              |      |            |      |
| 16       | Dallara-Ford      | 3087 F188    | Ford DFV Ford DFZ     | G    |          |              |      |            |      |
| 17       | AGS-Ford          | JH23         | Ford DFZ              | G    |          |              |      |            |      |
| 18       | Euro Brun-Ford    | ER188        | Ford DFZ              | G    |          |              |      |            |      |